# Gaslighting

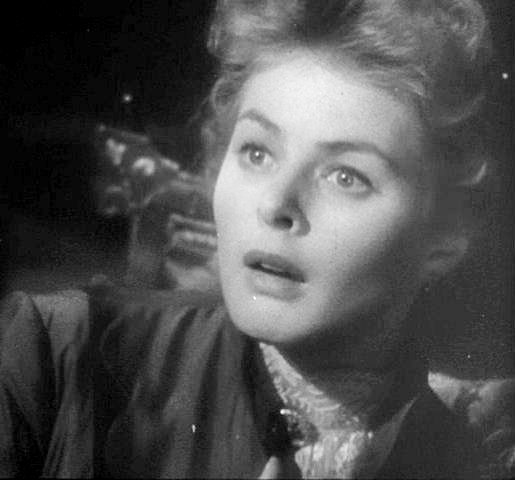
Ingrid Bergman dans le film Hantise (Gaslight) en 1944.

Le gaslighting ou gas-lighting, également connu sous le nom de détournement cognitif au Québec et de déboussolage en France, est une forme de manipulation mentale dans laquelle l'information est déformée ou présentée sous un autre jour, omise sélectivement pour favoriser un abuseur, ou faussée dans le but de faire douter une victime de sa mémoire, de sa perception de la réalité et de sa santé mentale,. Les exemples vont du simple déni par l'abuseur de moments pénibles qu'il a pu faire subir à sa victime, jusqu'à la mise en scène d’événements étranges afin de la désorienter.
Le terme provient de la pièce Gas Light et de son adaptation cinématographique. Depuis, il est notamment utilisé dans le domaine clinique et la littérature spécialisée,.

## Étymologie
La pièce de 1938 Gas Light, connue sous le nom d'Angel Street aux États-Unis, ainsi que les adaptations cinématographiques de 1940 et 1944, sont à l'origine du terme qui fait référence à l'utilisation systématique par le personnage principal de la manipulation psychologique sur sa victime. Dans la pièce, le mari cherche à persuader son épouse et son entourage qu'elle devient folle, en manipulant des détails de leur environnement. Il cherche à lui faire croire qu'elle commet des erreurs et qu'elle a une mauvaise mémoire lorsqu'elle pointe les changements. Le titre original provient de l'affaiblissement de l'éclairage au gaz dans la maison lorsque le mari utilisait celui du grenier alors qu'il était en quête d'un trésor caché. Sa femme remarque justement ce changement et aborde le sujet mais son mari lui affirme qu'elle s'imagine ce changement de luminosité.
La première occurrence de gaslighting dans ce sens apparaît en 1956. Le terme décrit les manœuvres utilisées pour manipuler la perception de la réalité d'autrui. Dans un livre de 1980 à propos des abus sexuels sur mineurs, Florence Rush résume l'adaptation cinématographique de Gas Light par George Cukor et commente : « même aujourd'hui, le mot [gaslighting] est utilisé pour décrire une tentative de détruire la perception de la réalité d'autrui. »

## Principes
Le gaslighting vise à inverser les rôles coupable-victime. L'abuseur cherche à supprimer les réactions de défense de sa victime, par exemple pour échapper aux sanctions qui lui sont dues, ce qui peut ensuite lui permettre de reproduire ses abus plus facilement.
Les techniques du gaslighting peuvent consister à :
- nier les faits : même si la victime a vu ou entendu quelque chose, l'abuseur nie catégoriquement, pour la faire douter ;
- minimiser les émotions : ridiculiser ou invalider les sentiments de la victime ;
- isoler la victime : l'abuseur peut isoler la victime en l'amenant à douter d'autres personnes, afin de la couper de ses soutiens ;
- projeter la faute : accuser à tort la victime d'être responsable de ce qui se passe, ou inventer des problèmes ;
- dévaloriser : l'abuseur peut ridiculiser les émotions de la victime, en disant des phrases telles que « Tu exagères » ou « Tu es trop sensible », pour amener la victime à remettre en question ses réactions et à se sentir coupable de ses émotions ;
- manipuler des faits : le gaslighting déforme la réalité en modifiant les détails d'une situation pour la faire apparaître différemment, ce qui sème la confusion chez la victime, exemple : minimiser ses propres actions ou en changer les détails pour se faire passer pour la victime.

## Analyse
Le gaslighting est un cas particulier de diversion exploitant des manipulations mentales et verbales appuyées par la gestuelle, des expressions faciales, intonations, attitudes, etc. Dans le gaslighting, la culpabilité et la souffrance de la victime sont injustement attribuées à la victime elle-même, ou à ses attributs ou capacités mentales ou psychologiques. Le manipulateur amène la victime à remettre en cause chacun de ses choix, sentiments, émotions, valeurs, etc. ; il la fait douter de sa santé mentale. Par exemple, pour dégrader l'estime de soi de la victime, l'abuseur peut l'ignorer fortement, puis la reconsidérer fortement, puis l'ignorer de nouveau, et ainsi de suite. Ainsi, la victime abaisse ses propres standards relationnels et affectifs et se perçoit davantage comme indigne d'intérêt. De plus, elle ne parvient plus à faire confiance en ses sentiments d'attachement.
Outre l'état d'inaction dans lequel le doute positionne la victime, il la rend encore plus dépendante du manipulateur. La victime pense parfois que si son abuseur voit ses faiblesses, c'est qu'il est plus fort qu'elle et donc qu'elle devrait lui faire confiance. Elle se dit aussi parfois que si son abuseur lui montre ses faiblesses, c'est qu'il se soucie d'elle (comme un médecin montre des blessures pour mieux les soigner).
Cynthia A. Stark montre que le gaslighting est l'un des aspects de la misogynie, qui souvent se manifeste comme phénomène collectif d’oppression psychologique. La misogynie vise à « saper » les femmes, en déniant la valeur ou la réalité de leurs témoignages sur les torts que leur font les hommes. Pour cela, le manipulateur utilise deux tactiques : le « contournement » (esquive des preuves soutenant le témoignage) et le « déplacement » (en énonçant de prétendus défauts cognitifs ou de caractère).
Selon E. Hightower (2017), certaines personnes y sont plus vulnérables. Par ailleurs, le gaslighting semble souvent accompagné d'autres formes de violence. Les facteurs et traits de vulnérabilité seraient l'intolérance à l'incertitude, une forte sensibilité au traitement sensoriel et le névrosisme.

## Conséquences pour la victime
La victime éprouve de la confusion, doute d'elle-même de plus en plus, perd son estime de soi, ce qui engendre confusion, anxiété, dépression et envie de se retirer du monde. Le gaslighting peut conduire à la psychose ou au suicide.

## Sociologie dugaslighting
Paige L. Sweet, sociologue à l'université Harvard, notait en 2019 que cette notion est devenue populaire (dans les pays anglophones surtout) et que ce sont surtout des psychologues qui s'y sont intéressés et qui l'ont théorisée. Selon elle, le gaslighting est pourtant avant tout un phénomène sociologique, plutôt que psychologique. C'est une violence domestique ou professionnelle, genrée, qui prend racine dans les inégalités sociales (dont les inégalités de genre). C'est une violence qui est pratiquée dans la sphère intime et dont les effets sont particulièrement importants quand l'agresseur mobilise contre sa victime les stéréotypes sexistes et quand il s'appuie sur des vulnérabilités (structurelles) liées à l'âge, à la race, aux origines ethniques, aux fréquentations, à la sexualité, à un handicap… ou qu'il s'appuie sur les inégalités structurelles et institutionnelles, pour manipuler et éroder la réalité de la victime. Selon Paige L. Sweet, les sociologues peuvent et devraient — en étudiant le gaslighting — théoriser des « formes de pouvoir sous-reconnues et genrées, et leur mobilisation dans les relations interpersonnelles ».
Le gaslighting est aussi un phénomène sociohistorique lié au racisme institutionnel. Il est une partie d'un processus systémique et historique de racisme, souvent utilisé par certaines polices et les organisations gouvernementales, notamment pour cibler illégalement les personnes de couleur et nier l'existence du fichage et du profilage racial. Dans la ville de Hamilton (Ontario), une étude des discours des services de police (antérieurement dénoncés pour des pratiques racistes systémiques) et des médias locaux à propos des contrôles de routine et du fichage des citoyens racisés ou marginalisés par la police municipale (de juin 2015 à avril 2016) a révélé une utilisation du gaslighting comme forme de violence psychologique (les fiches, stockées et catégorisées, comportaient 65 champs d'information).

## Techniques
Les manipulateurs peuvent utiliser les phrases suivantes de manière récurrente ou à chaque fois que leur pouvoir est remis en question, :
- « Tu es trop susceptible. »
- « Tu prends les choses trop à cœur. »
- « Tu te fais des idées. »
- « De toute façon, tu n'es jamais content(e). »
- « Tu te trompes ou confonds (comme toujours). »
- « Ça ne va pas ? Tu dis des choses très bizarres. »
- (Après avoir fait souffrir) « Tu ne sais pas ce qui est bon pour toi. »
- (Après avoir mis dans une situation compromettante sans l'accord de sa victime voire contre son gré) « Tu es seul(e) maître de ce qui t'arrive. »
- « Tu es trop faible pour y arriver seul(e). »
- « Tu n'as aucune volonté (de t'en sortir). »

Tels que les décrit l'essayiste Patricia Evans, les sept « signes d'avertissement » du gaslighting sont :
- retenir ou réduire les informations données à la victime ;
- contrer les informations contradictoires pour s'adapter au point de vue de l'agresseur ;
- minimiser l'information émise par la victime ;
- utiliser l'abus verbal, généralement sous forme de blagues ;
- bloquer et détourner l'attention de la victime de sources extérieures ;
- minimiser ou trivialiser la valeur de la victime ;
- affaiblir socialement la victime, en l'affaiblissant progressivement ainsi que ses processus de pensée.

Evans considère qu'il est nécessaire de comprendre les signes avant-coureurs afin de commencer le processus de guérison.

### Exemples cliniques

#### Milieu familial
Dans les cas de maltraitances physiques conjugales ou infantiles, le ou la partenaire ou le parent physiquement abusif gaslighte souvent son ou sa partenaire ou enfant victime. Par exemple, il peut nier catégoriquement sa violence jusqu'à ce que sa victime y croie par effet de force et de répétition. Cela contribue au maintien de l'emprise.
L'emprise psychologique par le discours fait que des spectateurs extérieurs, qui auraient autrement pris la défense des victimes, peuvent se retrouver complices malgré eux car ils sous-estiment ou minimisent les abus. Cela renforce d'autant plus la situation et les sentiments d'abandon et de culpabilité des victimes. Par exemple, les spectateurs externes peuvent se dire : « Si c'était si grave, il(elle) l'aurait déjà quitté(e) ou coupé les ponts ». Or précisément, si la victime ne se sépare pas de son abuseur, ce n'est pas parce qu'elle n'a pas été « assez » abusée mais parce qu'elle a été « tellement » abusée que même ses mécanismes d'autodéfense (fuite ou rébellion) sont anéantis.
Cet aveuglement des pairs peut faire partie intégrante de la structure de gaslighting mise en place par l'abuseur. En effet, la mise au jour des manipulations augmente les chances des victimes de s'en sortir. Notamment, la révélation des abus est indispensable en cas de poursuites judiciaires.
Le gaslighting peut également décrire une dynamique observée dans certaines infidélités maritales. « Les thérapeutes peuvent contribuer à la détresse des victimes en attribuant une explication erronée à leurs réactions [...] Le comportement du mari usant du gaslighting est un ingrédient provocateur de la dépression nerveuse pour certaines femmes [et] de leur suicide dans le pire des cas ».

#### Milieu hospitalier
Des cas de gaslighting ont été observés entre du personnel d'hôpital psychiatrique et des patients.

#### Éducation nationale (France)
De nombreux cas de harcèlement moral, pouvant conduire au suicide, sont associés au traitement du personnel enseignant par le personnel de direction et le personnel d'inspection dans l'Éducation nationale.
Le détournement cognitif consiste alors à cibler un enseignant et à le présenter comme responsable de dysfonctionnements structurels : sa formation, ses pratiques pédagogiques ou sa personne seront accusées ; son témoignage et son expérience seront remis en doute par sa hiérarchie. Un exemple célèbre est celui du professeur Samuel Paty assassiné en octobre 2020 : alors qu'il demandait de l'aide à la suite de menaces répétées, sa hiérarchie l'a convoqué pour « lui rappeler les règles de laïcité et de neutralité », sans promettre de mesures de protection fonctionnelle[source détournée]. Ces stratégies de manipulation peuvent s'insérer dans des situations de mobbing plus large, lorsqu'elles concernent l'ensemble d'une équipe pédagogique.
Dans une situation de harcèlement scolaire, l'enfant victime de harcèlement ne sera pas entendu[citation nécessaire] (par ses parents ou le personnel éducatif) ou son statut de victime sera retourné contre lui : des éléments inhérents à sa personne expliqueraient qu'il attire à lui les violences et justifieront l'inaction de l'entourage familial ou pédagogique pour le protéger.

#### Sociopathie
Le gaslighting est très régulièrement utilisé par les sociopathes. Les sociopathes sont des personnes qui, sur une base très régulière, exploitent les autres, n'ont pas de considération pour les intérêts d'autrui et transgressent les lois et les mœurs sociales. Mais lorsque ces derniers sont charismatiques ou bons menteurs, ils peuvent rester indétectés de leurs victimes et des autorités punitives, parfois même pris en flagrant délit. Pour y arriver, ils amènent leurs victimes à douter abusivement de leurs propres perceptions.

## Effets et auto-diagnostic
Selon Ramani Durvasula (en), psychologue clinicienne, ressentir un besoin d'enregistrer ses conversations avec une personne, pour être sûr de ne pas avoir inventé des choses, indique que l'on est très probablement victime de gaslighting.
Parmi d'autres indices, une culpabilité systématique : se dire « c'est (toujours) de ma faute » au moindre désagrément.

### L'introjection
Dans un article influent de 1981, « Some Clinical Consequences of Introjection: Gaslighting » (« Quelques conséquences cliniques de l'introjection : gaslighting »), Calef et Weinshel débattent du fait que le gaslighting implique l'introjection et la projection d'un conflit psychique de l'auteur à la victime. « Cette imposition est basée sur un type de transfert très particulier de conflits psychiques dangereux ou potentiellement dangereux pour leur sujet ».
Les auteurs explorent une variété de raisons qui expliqueraient pourquoi la victime pourrait avoir « une tendance à assimiler et incorporer ce que les autres extériorisent et projettent sur eux » et concluent que le gaslighting pourrait être une « configuration structurelle hautement complexe qui englobe les contributions de plusieurs éléments de l'appareil psychique ».

## Solutions
Hilde Lindemann (en) soutient que l'habileté de la victime de gaslighting à résister à la manipulation dépend notamment de « son aptitude à faire confiance à ses propres jugements ». L'établissement de « contre-récits » aide la victime à retrouver « un libre-arbitre plus solide ».
La victime doit apprendre à douter des perceptions et messages d'autrui au moins autant qu'elle doute de ses propres perceptions. Elle doit en particulier identifier et remettre en question les perceptions qu'elle doit à autrui, même partiellement, par opposition aux perceptions qu'elle ne tient que de son expérience sensorielle propre. Elle doit apprendre à décrire ses souffrances factuellement sans minimisation, au plus proche de ce qu'elle ressent et en toute indépendance d'autrui.
Une victime de gaslighting développe souvent des cognitions autodestructrices qui la rendent hypertolérante à la critique, à la dévalorisation et à la violence. Pour les aider, les acteurs extérieurs doivent savoir se mettre à la place de la victime, être patients, compatissants, prudents et prompts à remettre leur propre perception de la victime en question.

## Œuvres de fiction

### Films
- Hantise (Gaslight), de George Cukor, 1944
- Martha, de Rainer Werner Fassbinder, 1974
- L'Amour et les Forêts, Valérie Donzelli, 2023